# 1251
| [ Edytuj tabelę ]                          |                                                                              |
| Książę Małopolski                          | - 1243 Bolesław V Wstydliwy 1279                                             |
| Książę Wielkopolski                        | - 1239 Przemysł I 1257 - 1239 Bolesław Pobożny 1279                          |
| Król Angkoru                               | - 1244 Dżajawarman VIII 1295                                                 |
| Król Anglii                                | - 1216 Henryk III 1272                                                       |
| Król Aragonii i Walencji, hrabia Barcelony | - 1213 Jakub I Zdobywca 1276                                                 |
| Książę Bawarii                             | - 1231 Otto II 1253                                                          |
| Margrabia Brandenburgii                    | - 1220 Otto III 1267                                                         |
| Książę Burgundii                           | - 1218 Hugo IV 1272                                                          |
| Cesarz Bizancjum                           | - 1222 Jan III Dukas Watatzes 1254                                           |
| Car Bułgarii                               | - 1246 Michał I Asen 1256                                                    |
| Cesarz Chin                                | - 1224 Song Lizong 1264                                                      |
| Król Cypru                                 | - 1218 Henryk I 1253                                                         |
| Król Czech                                 | - 1230 Wacław I 1253                                                         |
| Król Danii                                 | - 1250 Abel 1252                                                             |
| Władca Egiptu                              | - 1250 Ajbak 1257                                                            |
| Król Francji                               | - 1226 Ludwik IX Święty 1270                                                 |
| Król Gruzji                                | - 1246 Dawid VI Narin 1259                                                   |
| Hrabia Holandii                            | - 1234 Wilhelm II 1256                                                       |
| Cesarz Japonii                             | - 1246 Go-Fukakusa 1259                                                      |
| Kalif                                      | - 1242 Al-Must’asim 1258                                                     |
| Król Kastylii                              | - 1217 Ferdynand III Święty 1252                                             |
| Król Kastylii i Leónu                      | - 1230 Ferdynand III Święty 1252                                             |
| Patriarcha Konstantynopola                 | - 1244 Manuel II 1255                                                        |
| Władca Korei                               | - 1213 Kojong 1259                                                           |
| Wielki książę litewski                     | - 1240 Mendog 1253                                                           |
| Cesarz Łaciński                            | - 1228 Baldwin II de Courtenay 1261                                          |
| Sułtan Maroka                              | - 1248 Abu Jahja Abu Bakr 1258                                               |
| Król Nawarry                               | - 1234 Tybald I 1253                                                         |
| Król Norwegii                              | - 1217 Haakon IV Stary 1263                                                  |
| Hrabia Palatynatu                          | - 1227 Otton I Bawarski 1253                                                 |
| Papież                                     | - 1243 Innocenty IV 1254                                                     |
| Król Portugalii                            | - 1248 Alfons III 1279                                                       |
| Sułtan Rumu                                | - 1246 Kajkawus II 1260 - 1248 Kilidż Arslan IV 1265 - 1249 Kajkubad II 1257 |
| Książę Rusi halickiej                      | - 1238 Daniel II 1264                                                        |
| Cesarz Rzymski (niemiecki)                 | - 1250 Konrad IV 1254                                                        |
| Książę Saksonii                            | - 1212 Albrecht I 1260                                                       |
| Król Serbii                                | - 1243 Stefan Urosz I 1276                                                   |
| Król Singasari                             | - 1248 Dżajawisznuwardhana 1268                                              |
| Król Szkocji                               | - 1249 Aleksander III 1286                                                   |
| Król Szwecji                               | - 1250 Waldemar Birgersson 1275                                              |
| Doża Wenecji                               | - 1249 Marino Morosini 1252                                                  |
| Król Węgier                                | - 1235 Bela IV 1270                                                          |
| Wielki mistrz zakonu krzyżackiego          | - 1250 Günter von Wüllersleben 1252                                          |

Rok 1251 / MCCLI
stulecia: XII wiek ~
XIII wiek ~
XIV wiek

lata: 1241 «
1246 «
1247 «
1248 «
1249 «
1250 «
1251
» 1252
» 1253
» 1254
» 1255
» 1256
» 1261

## Wydarzenia w Polsce
- Luźny oddział niemiecki dowiedział się od pastucha, że grodu w Zbąszyniu strzeże w tej chwili załoga  składająca się z trzech chłopów i zajął twierdzę. Fatalną rolę odegrały w stosunkach polsko-brandenburskich zakony joannitów i templariuszy, hojnie uprzednio uposażone przez piastowskich książąt i możnowładztwo, które teraz zdradzały swoich dobroczyńców. Posiadłości tych mnichów-rycerzy łatwo stawały się typową piątą kolumną wewnątrz Wielkopolski. Brandenburczycy mieli w nich sprzymierzeńców w środku kraju, na który napierali.
- Odkrycie złóż soli kamiennej w okolicach Bochni.
- Lokacja Bolesławca na prawie niemieckim.

## Wydarzenia na świecie
- zagrożony przez koalicję Krzyżaków i Rusi oraz przez bunt wewnętrzny władca litewski Mendog przyjął chrzest
- papież Grzegorz IX mianuje świętego Piotra z Werony inkwizytorem dla Lombardii.

## Urodzili się
- Piotr I d'Alençon, hrabia Alençon od 1269, piąty syn króla Francji Ludwika IX Świętego i Małgorzaty Prowansalskiej

## Zmarli
- 9 lutego – Mateusz II, książę Lotaryngii (ur. 1193)[1]
- 19 marca – Andrzej Gallerani, włoski błogosławiony katolicki (ur. ?)
- 7 września – Wiola, księżna opolsko-raciborska (ur. ?)[2]
- data dzienna nieznana:
  - Sakja Pandita, jeden z najbardziej wpływowych buddyjskich uczonych oraz scholastyków (ur. 1182)